# Аро (Ла-Ріоха)
Аро (ісп. Haro) — муніципалітет в Іспанії, у складі автономної спільноти Ла-Ріоха. Населення — 12 261 осіб (2009).
Муніципалітет розташований на відстані близько 250 км на північ від Мадрида, 35 км на захід від Логроньйо.

## Історія
- Ароський дім

## Демографія
Динаміка населення (INE ):

## Галерея зображень

Розташування муніципалітету
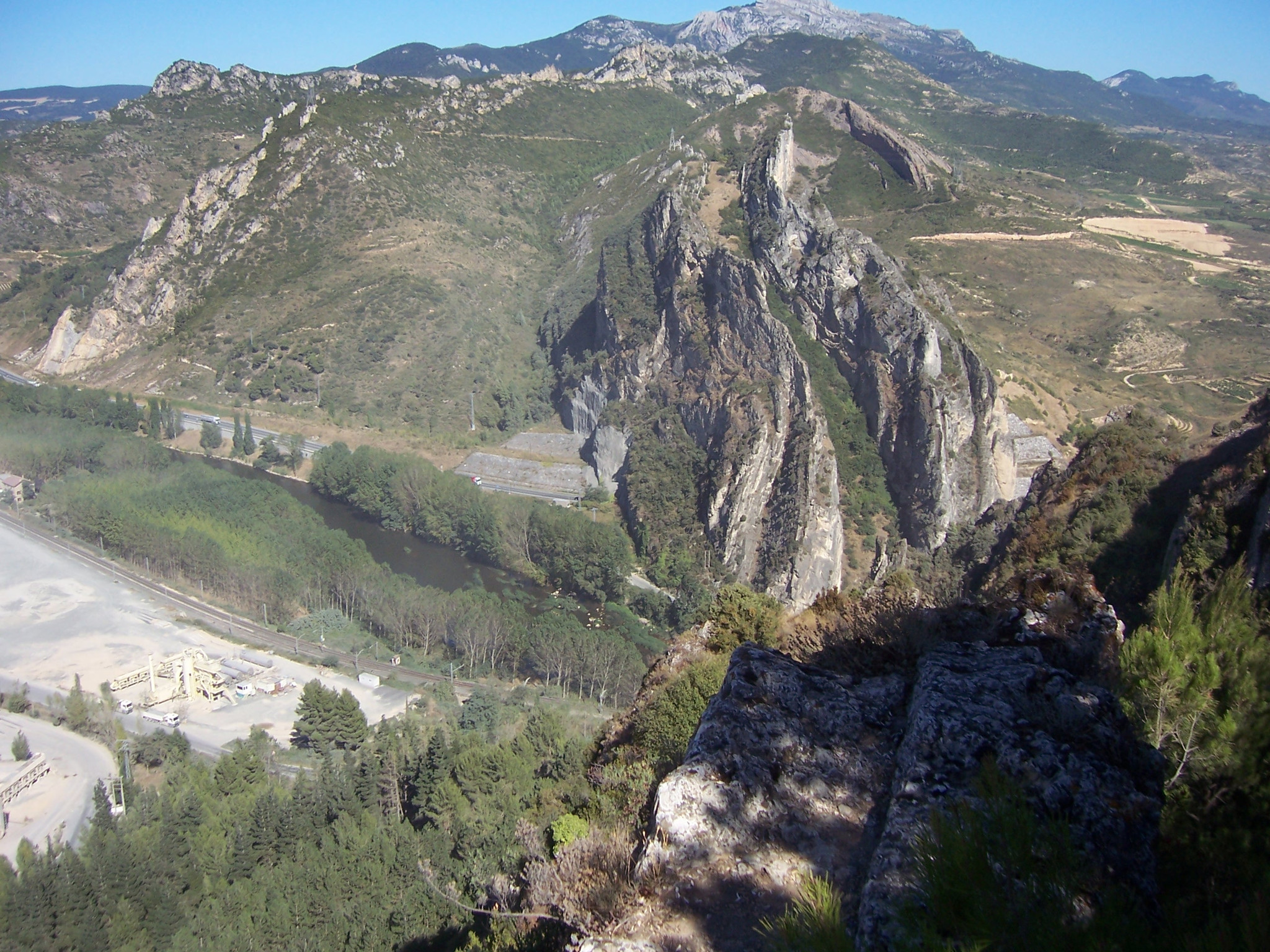
Ебро
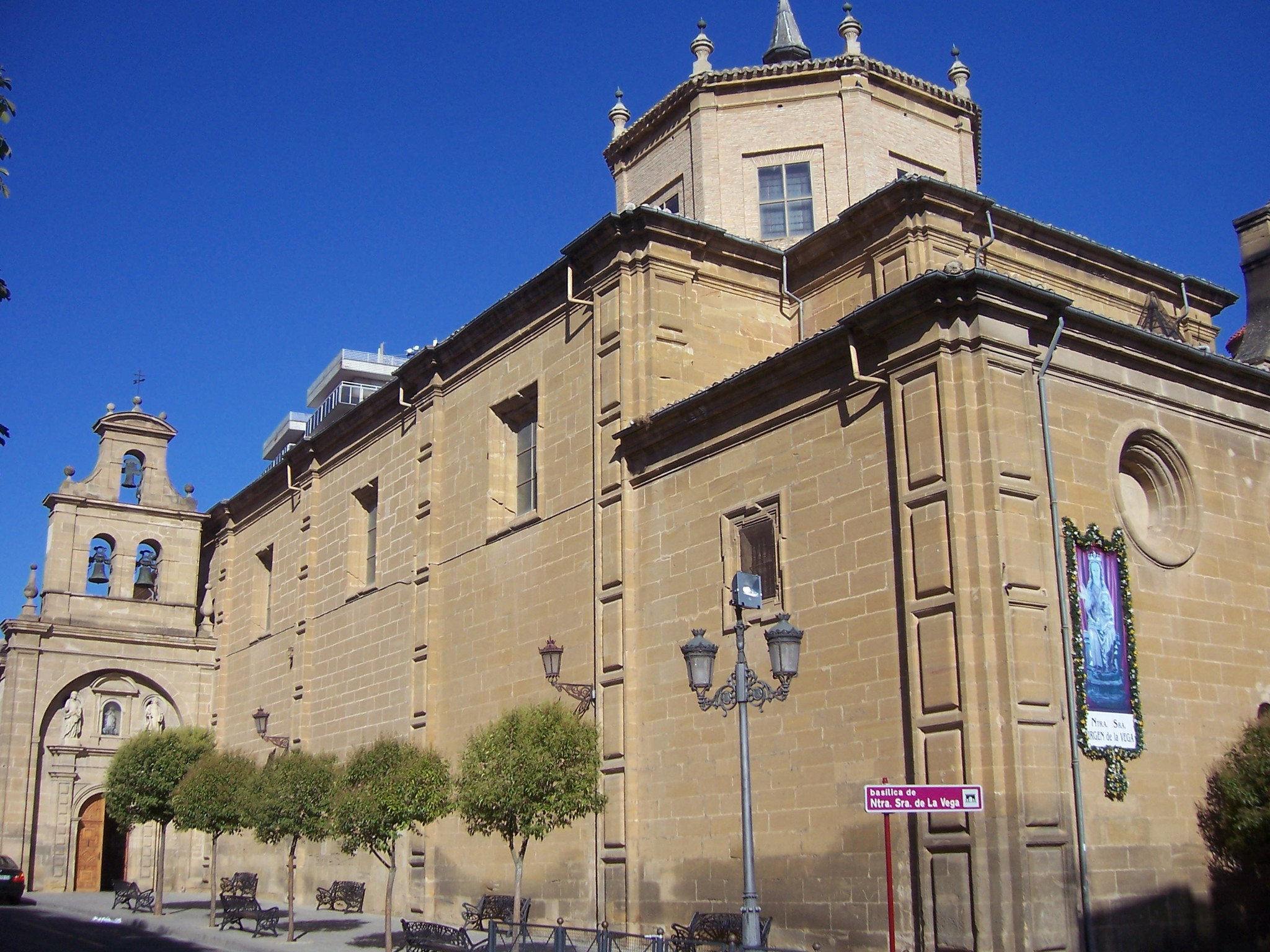
Базиліка Нуестра-Сеньйора-де-ла-Вега